# 大阪府道240号和泉橋本停車場線
大阪府道240号和泉橋本停車場線（おおさかふどう240ごう いずみはしもとていしゃじょうせん）は、大阪府貝塚市を通る一般府道である。

## 概要
貝塚市橋本から貝塚市堤に至る。
起点であるJR西日本阪和線 和泉橋本駅北の踏切より山側は大阪府道239号水間和泉橋本停車場線であり、千石荘・水間寺方面へ抜ける。終点の延長上には、海水浴や潮干狩りの時期に賑わう二色の浜（にしきのはま）公園へ抜ける和歌山県道・大阪府道64号和歌山貝塚線（旧・大阪府道242号貝塚熊取線）が延びている。
なお、後述の通り、総延長が93 mとあまりに短いためか、終点の橋本交差点にある道路標識には、この路線の方向を指示するにあたって、起点の延長上にある「府道239号」を示しており、上記のような「大阪府道240号」を示す六角形の標識を見ることはできない。

### 路線データ
- 起点：大阪府貝塚市橋本（JR西日本阪和線 和泉橋本駅前、大阪府道239号水間和泉橋本停車場線終点）
- 終点：大阪府貝塚市堤（橋本交差点、大阪府道30号大阪和泉泉南線・和歌山県道・大阪府道64号和歌山貝塚線交点）
- 総延長：93 m

## 地理

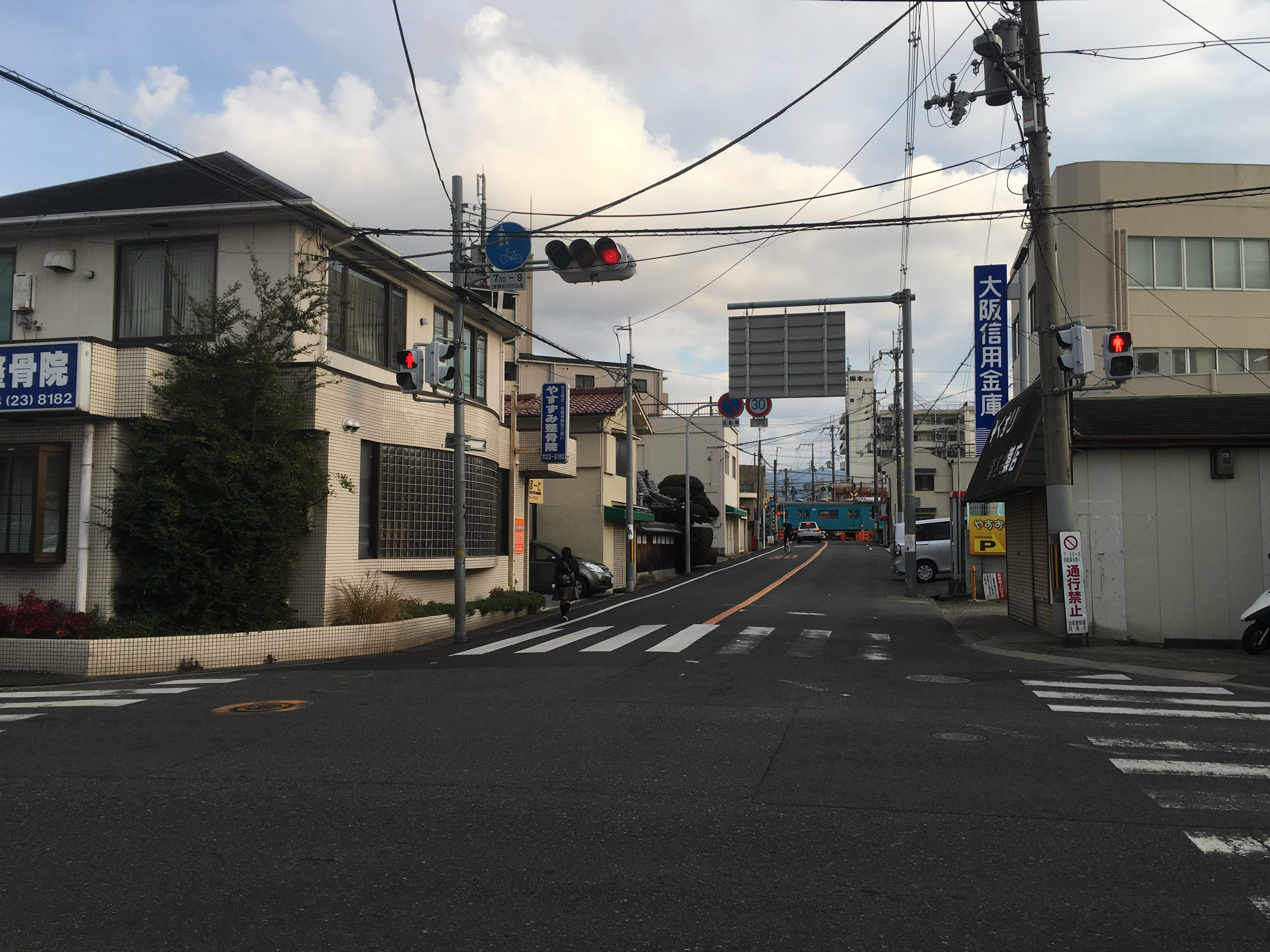
大阪府道240号和泉橋本停車場線（大阪府貝塚市橋本）。終点の橋本交差点から起点（踏切のある地点）方向を撮影。

### 通過する自治体
- 大阪府
  - 貝塚市

### 交差する道路
| 交差する道路                                                    | 交差する場所 | 交差する場所      |
| --------------------------------------------------------------- | ------------ | ----------------- |
| 大阪府道239号水間和泉橋本停車場線                               | 橋本         | 起点              |
| 大阪府道30号大阪和泉泉南線 和歌山県道・大阪府道64号和歌山貝塚線 | 堤           | 橋本交差点 / 終点 |

### 沿線
- JR西日本阪和線 和泉橋本駅
- 大阪信用金庫南貝塚支店
- 貝塚警察署 橋本交番